# 서울신목초등학교
서울신목초등학교(서울新木初等學校)는 대한민국 서울특별시 양천구 신정동에 있는 공립 초등학교이다.

## 학교 연혁
- 1982년 4월 20일 서울신목국민학교 개교, 초대 이재호 교장 취임
- 1983년 2월 16일 제1회 졸업식(총 275명)
- 1983년 12월 12일 신관 12교실, 화장실 증축
- 1987년 9월 1일 제2대 조종화 교장 취임
- 1989년 5월 1일 컴퓨터실 개관
- 1989년 7월 12일 방송실 개관
- 1991년 3월 1일 제3대 김영집 교장 취임
- 1992년 11월 18일 신목 예술제 개최
- 1994년 9월 1일 제4대 이종돈 교장 취임
- 1996년 1월 30일 급식실 준공
- 1996년 2월 6일 전교생 급식 실시
- 2000년 12월 6일 특별교실(4개실) 준공
- 2006년 12월 5일 정보화센터 준공
- 2007년 4월 23일 틔움자리 개관식
- 2009년 2월 6일 방송실 환경개선(디지털 장비로 교체)
- 2010년 3월 1일 제9대 조영옥 교장 취임
- 2015년 9월 1일 제12대 성광모 교장 취임
- 2019년 허선화 교장 취임
- 2020년 서관 엘리베이터 준공
- 2021년 7~8월 외벽 도색 & 인테리어

## 참고 자료
- 서울신목초등학교 - 한국교육학술정보원 학교알리미